# Cyrtopholis schmidti
Cyrtopholis schmidti là một loài nhện trong họ Theraphosidae.
Loài này thuộc chi Cyrtopholis. Cyrtopholis schmidti được miêu tả năm 1996 bởi Rudloff.